# Le descañona
Elle le plume
L'eau-forte Le descañona (en français Elle le rase (le plume)) est une gravure de la série Los caprichos du peintre espagnol Francisco de Goya. Elle porte le numéro 35 dans la série des 80 gravures. Elle a été publiée en 1799.

## Interprétations de la gravure
Il existe divers manuscrits contemporains qui expliquent les planches des Caprichos. Celui qui se trouve au Musée du Prado est considéré comme un autographe de Goya, mais semble plutôt chercher à dissimuler et à trouver un sens moralisateur qui masque le sens plus risqué pour l'auteur. Deux autres, celui qui appartient à Ayala et celui qui se trouve à la Bibliothèque nationale, soulignent la signification plus décapante des planches.
- Explication de cette gravure dans le manuscrit du Musée du Prado : « Le descañonan y le desollarán. La culpa tiene quien se pone en manos de tal barbero. » (« Elles le plument et le dépouilleront. C'est la faute à celui qui se met dans les mains d'un tel barbier »)[3].
- Manuscrit de Ayala : idem
- Manuscrit de la Bibliothèque nationale : « Una cortesana afeita a su amante bobalicón que se le cae la baba y le arranca así hasta el último maravedí. » (« Une courtisane rase son crétin d'amant qui en bave et à qui elle arrache jusqu'à son dernier maravédis »)[3].

## Technique de la gravure
L'estampe mesure 215 × 152 mm sur une feuille de papier de 306 × 201 mm.
Goya a utilisé l'eau-forte et l'aquatinte.
Il existe un dessin préparatoire à la sanguine. En haut à droite, il porte l'inscription 4. Le dessin préparatoire mesure 240 × 155 mm.

## Catalogue
- Numéro de catalogue G02123 de l'estampe au Musée du Prado.
- Numéro de catalogue D03958 du dessin préparatoire au Musée du Prado.